# リヴェルン
リヴェルンは、Jリーグの東京ヴェルディ1969のマスコットキャラクター。

## 概要
- 2020年5月4日、1ヶ月前に東京ヴェルディのクラブハウスに持ち込まれた謎の卵から誕生。同年、ヴェルディくんのメインマスコット勇退に伴い、ヴェルディの新たなメインマスコットに就任した。
- 上記の経緯とは別に、同年11月29日、ヴェルディ君が教えてくれた話（という設定）をもとに、漫画としてまとめたリヴェルン誕生秘話が公開されている。
- ヴェルディのエンブレムモチーフだった始祖鳥の子孫だが、空は飛べない。
- 巨大な帽子を被っているが、よく落とす。スタッフが被せ直してくれたり、他所のマスコットに取られたりするのが、お約束ネタになっている。
- ヴェルディの姉妹チームである日テレ・東京ヴェルディベレーザのホームゲームにも、毎試合訪れている。